# Bernard Rogers
Bernard Rogers fue un compositor estadounidense nacido el 4 de febrero de 1893 en la ciudad de Nueva York y fallecido el 24 de mayo de 1968 en Rochester, Nueva York.
Estudió con Arthur Farwell, Ernest Bloch, Percy Goetschius, y Nadia Boulanger.  Enseñó en el Cleveland Institute of Music, The Hartt School, y el Eastman School of Music. Se retiró en 1967. 
Bernard Rogers compuso cinco óperas, cinco sinfonías, obras para orquesta, música de cámara, tres cantatas, música coral y Lieder.

## Estudiantes notables
- Jack Beeson
- William Bergsma
- David Borden
- John Davison
- David Diamond
- John Diercks
- Walter Hartley
- Donald O. Johnston
- Ulises Kay
- John La Montaine
- Martin Mailman
- Raymond Premru
- Lee Gardner
- H. Owen Reed
- Gloria Wilson Swisher
- Mary Jeanne van Appledorn
- Robert Ward
- Robert Washburn
- John Weinzweig